# Akure
Akure je glavni grad nigerijske savezne države Ondo. Leži u jugozapadnoj Nigeriji, na 350 metara nadmorske visine, 130 km od Gvinejskog zaljeva.
Prema popisu iz 1991., Akure ima 239.124, a prema procjeni iz 2010. 847.903 stanovnika. Većinu stanovništva čine pripadnici etničke skupine Yoruba.